# Jativa
Jativa är ett släkte av fjärilar. Jativa ingår i familjen Crambidae.
Kladogram enligt Catalogue of Life:
| Jativa | \| \| Jativa castanealis \| \| \| \| \| \| Jativa jativa \| \| \| \| |
|        | \| \| Jativa castanealis \| \| \| \| \| \| Jativa jativa \| \| \| \| |
|        | Jativa castanealis                                                   |
|        |                                                                      |
|        | Jativa jativa                                                        |
|        |                                                                      |